# Баба-ах-иддин
Баба-ах-иддин или Бау-ах-иддин (Baba-aha-iddina; букв. «Баба (Бау) даровал брата») — царь Вавилонии, правил приблизительно в 813 — 802 годах до н. э.
Продолжил войну с ассирийцами. В 812 году до н. э. ассирийский царь Шамши-Адад V нанёс поражение халдейским племенам Вавилонии, а в 811 году до н. э. совершил поход против Вавилона. Эти походы показали военное превосходство Ассирии. Была установлена выгодная для ассирийцев линия границы. Шамши-Адад обложил данью царей халдейских государств Вавилонии, а также подчинил себе племена, кочевавшие по нижнему течению Тигра.
В 802 году до н. э. новый ассирийский царь Адад-нирари III одержал решительную победу над войсками Вавилонии и халдейских государств Приморья. Он взял в плен Бау-ах-иддина и заключил с Вавилонией договор, на основании которого ассирийский царь становился «покровителем» этой страны. Этот договор утверждал выгодную для Ассирии линию границы, установленную ещё Шамши-Ададом V. Богатые дары были посланы в главные вавилонские святилища. Ассирийцы стали всячески подчёркивать культурное и религиозное единство двух народов.